# Agrotis ingrata
Agrotis ingrata är en fjärilsart som beskrevs av Butler 1878. Agrotis ingrata ingår i släktet Agrotis och familjen nattflyn. Inga underarter finns listade i Catalogue of Life.